# 練馬区立美術館
練馬区立美術館（ねりまくりつびじゅつかん 英表記:Nerima Art Museum）は東京都練馬区貫井の美術の森緑地にある美術館である。1985（昭和60）年10月1日に開館した。
練馬区にゆかりのある作家の作品をはじめ、近・現代の日本の洋画、前衛美術等の作品約6700点を収蔵する（寄託品含む）。
「美術品を保管・展示するだけでなく、区民が美術に対する理解を深め、発展させ、主体的に参加できる、開かれた美術館とする」として設立されたこともあり、区民への展示室の貸し出しや各種講座を開講するなど広く文化拠点として利用されている。
また、練馬区内の公立小中学校生の中から選ばれた優秀な書き初め作品、絵画作品も展示する。
建物は練馬区立貫井図書館と合築されており、1Fが図書館、2・3Fが美術館となっている。
なお、現在の建物は2024（令和6）年末で運用を終了し、2028（令和10）年秋に平田晃久設計に依る新施設に建て替え（予定）。

## 基本データ
- 開館時間：10:00 - 18:00
- 休館日：毎週月曜日（祝日の場合は翌日）、年末年始・展示替え期間等
- 入館料：所蔵品展は無料 / 特別展はその都度設定
- アクセス：西武池袋線中村橋駅より徒歩3分

## 主な収蔵品
- 靉光「葡萄」（1934年）
- 鶴岡政男「物乞う人(辻楽師)」（1950）
- 小野木学「群像」（1953）
- 野見山暁治「丘(クレーン) 」（1957）
- 中村宏「蜂起せよ少女 」（1959）
- 山口長男「野形」（1960）
- 白髪一雄「文覚 滝の行」（1972）
- 高松次郎「影」（1978）